# Ribeira do Rabil
Ribeira do Rabil är ett vattendrag i Kap Verde.   Det ligger i kommunen Boa Vista, i den östra delen av landet, 150 km norr om huvudstaden Praia.
Trakten runt Ribeira do Rabil är ofruktbar med lite eller ingen växtlighet. Runt Ribeira do Rabil är det mycket glesbefolkat, med 7 invånare per kvadratkilometer.